# Городской совет Нью-Йорка

Городской совет Нью-Йорка (англ. New York City Council) — законодательный орган правительства Нью-Йорка. В состав городского совета входит по одному члену из 51 муниципального округа пяти нью-йоркских боро.
После объединения в 1898 году пяти округов в единый город в качестве законодательного органа была образована двухпалатная муниципальная ассамблея. Спустя три года, однако, она была преобразована в однопалатный совет олдерменов, в который входило 73 члена — по одному из каждого городского района. Количество членов совета постепенно снижалось и к 1949 году достигло 25. Начиная с 1963 года число мест в совете начало, наоборот, увеличиваться, пока в 1992 году не достигло нынешнего количества — 51. В 1993 году в городской устав была принята поправка, согласно которой срок полномочий членов совета ограничивался двумя сроками. В 1996 году их количество было увеличено до трёх.
В основные задачи городского совета входит контролирование городских агентств и землепользования, а также утверждение городского бюджета. Членство в совете ограничено тремя последовательными сроками с правом переизбраться через четыре года. Главой совета является спикер. По состоянию на 2013 год эту должность занимает член Демократической партии Кристин Куинн. Спикер городского совета назначает повестку и председательствует на его собраниях. Также спикер рассматривает предложенные законопроекты. По состоянию на 2013 год в совет входят 47 членов Демократической партии во главе с Джоэлом Риверой и 4 члена Республиканской партии во главе с Джеймсом Оддо. В составе совета имеется 35 комитетов. Каждый член совета входит как минимум в три комитета. Постоянные комитеты проводят встречи по меньшей мере раз в месяц. Спикер совета и лидеры большинства и меньшинства являются должностными членами каждого комитета. С 1993 по 2002 год совет возглавлялся общественным адвокатом. Выборы в совет проводятся каждые четыре года за исключением двух последовательных двухгодичных сроков каждые двадцать лет по причине пересмотра границ избирательных округов в рамках переписей населения.